# Runiwszczyna (obwód połtawski)
Runiwszczyna (ukr. Рунівщина) – wieś na Ukrainie, w obwodzie połtawskim, w rejonie połtawskim, w hromadzie Nowoseliwka. W 2001 liczyła 791 mieszkańców, spośród których 736 wskazało jako ojczysty język ukraiński, 50 rosyjski, 4 mołdawski, a 1 inny.